# Toon Effern
Antonie (Toon) Effern, ook gekend als Tony Effern (Vlaardingen, 15 februari 1914 - Overveen, 15 oktober 2005) was een Nederlands voetballer van onder meer Stormvogels, HFC Haarlem en Chelsea FC. Effern was de eerste Nederlander die scoorde in de Engelse competitie.

## Biografie
Toon Effern was de zoon van Antonius Maria Effern en Leentje van Wezel. Hij trouwde op 12 oktober 1939 met Johanna Cornelia Korstanje. Zijn oudere broer Wim was een atleet, en zijn andere oudere broer Hubrecht speelde voor Stormvogels en De Kennemers.
Hij begon zijn loopbaan bij Stormvogels, waar hij in 1933 op 19-jarige leeftijd zijn debuut maakte tegen PSV. Enkele jaren later verruilde Effern zijn club Stormvogels voor HFC Haarlem. In een wedstrijd tegen Hermes DVS maakte hij voor Haarlem zes doelpunten.
Effern kreeg een oproep voor het Nederlandse leger en werkte als stoker tweede klas op een sleepboot. Na een jaar in het leger besloot hij de oversteek naar Engeland te maken vanaf Vlissingen. Het schip werd gebombardeerd, maar Effern overleefde en kwam in Frankrijk terecht. Daar bracht een schip hem alsnog naar Engeland, waar hij voor de Marine Luchtvaartdienst ging werken.
In februari 1944 debuteerde Effern voor Chelsea FC. Hij wist tijdens zijn debuut als eerste buitenlander in de Engelse competitie te scoren.
In oktober 2005 overleed Toon Effern op 91-jarige leeftijd.